# Lago Bodom
El lago Bodom (en finés: Bodominjärvi) es un lago de Finlandia localizado a las afueras de la ciudad de Espoo, no lejos de Helsinki. El lago mide aproximadamente 3 kilómetros de longitud y un kilómetro de ancho.

## Historia
Este lago es conocido por los asesinatos ocurridos en la noche de 4 de junio de 1960, cuándo cuatro adolescentes (dos chicos de 18 años, Nils Gustafsson y Seppo Boisman y dos chicas de 15 años, Tuulikki Mäki e Irmeli Björklund) salieron de viaje al lago y fueron atacados misteriosamente mientras dormían en su tienda de campaña. Tres de ellos fueron asesinados y uno sobrevivió. En junio de 2004 el único sobreviviente, Nils Gustafsson, fue acusado de haber asesinado a sus amigos. El 7 de octubre del 2005, el juzgado lo absolvió de todos los cargos en contra de él.

## En la cultura popular
La banda de Death metal o Finnish metal Children of Bodom, quienes también son de Espoo, debe su nombre a este hecho. Además, la banda virtual Dethklok, de la serie animada Metalocalypse invoca un troll llamado Mustakrakish en el cuarto capítulo de la primera temporada. El lago Bodom muy probablemente sea el lugar donde ocurren los hechos del capítulo puesto que se especifica que es Espoo la ciudad donde está el lago. Esto es una referencia (u homenaje) a la banda Children of Bodom, una de las muchas referencias en la serie al Death metal.